# Fraticellik
A fraticellik vagy a spirituálisok a ferences rendből kiszakadó mozgalom volt. Egyes történetírók a rendtől elszakadó és végül a rendről teljesen leváló, szektává alakuló közösségnek tartják, mások úgy vélik, hogy az Assisi Szent Ferenc által szándékolt testvéri közösség szabályos szerzetesrenddé alakulása során kitaszították és elszigetelték a regulát "glosszák nélkül" megtartó testvéreket, s egy idő után a rend és a pápai egyház szektásodásra kényszerítette őket. Az utóbbi álláspont alapján kétségkívül pontosabban lehet megítélni a mozgalom mibenlétét és szándékát.
A nevet több különböző eretneknek nyilvánított csoport megnevezésére használták, amelyek a 14. és 15. század folyamán jelentek meg, főként Itáliában.

## Történet
A ferences renden belül, nem sokkal az alapító Assisi Szt. Ferenc halála után viták támadtak az apostoli szegénység értelmezése körül, amelyek szakadássá fajultak. A tagok egy része a szegénység és a szigorú életmód enyhítését követelte, míg más részük, a spirituálisok az eredeti szabályokhoz tartották magukat és szembehelyezkedett az egyre gazdagodó ferences kolostorokkal. Ők a katolikus egyház és képviselőinek gazdagságát és életmódját is botrányosnak tartották.
A ciszterci misztikus, Gioacchino da Fiore tevékenysége nyomán kialakult mozgalom, a joachimizmus óriási szerepet játszott a spirituálisok történetének és önértelmezésének kibontakozásában. Hirdették, hogy felépítik az általuk hirdetett lelki egyházat.
A megkülönböztetésüknek és elszigetelődésüknek aktív szakasza a II. lyoni zsinat (1274) rendelkezéseivel kezdődött meg, amelyekkel az egyház célja az volt, hogy pontosan megszabott intézményes és jogi rendet írjon elő a koldulórendeknek. A rendelkezések teljes összhangban voltak a domonkosok szabályzatával és önértelmezésével, problémát csak a ferenceseknek okozott, akiknek a rendalapítótól szándékolt és kialakított, a regulában és a végrendeletben rögzített életformája lényeges vonatkozásokban eltért a domonkosokétól. A zsinati határozatok tiltakozást és ellenállást váltottak ki a spirituálisok körében, válaszként viszont a hangadó személyeire súlyos büntetéseket mértek ki, életfogytiglani, bilincsben letöltendő fegyházbüntetéssel sújották őket.
Rövid időre szóló fordulat csak 1290-ben következett be, amikor a velük rokonszenvező Raymond de Gaufredi-t IV. Miklós pápa tiltakozása ellenére generálissá választották. Raymund szabadságot adott a foglyoknak és missziós feladattal a Közel-Keletre küldte őket. 1294-ben visszatértek Itáliába és ugyanez év nyarán V. Celesztin lett a pápa.  A Keletről visszatérő umbriai spirituálisok folyamodványt intéztek hozzá és a csoport ”pauperes heremitae domoni Celestini” (celesztiánusok) néven (bencés!) kongregációként önálló státust nyert. E celesztiánus közösséget tekintik a későbbi fraticellik csírasejtjének. Ugyanakkor a ferences szabályzat szerint élhettek. V. Celesztin pápa azonban még ez év decemberében lemondott, utódja pedig VIII. Bonifác lett.
1296-ban VIII. Bonifác pápa Olim Celestinus nevű bullájában elődje minden rendelkezését érvénytelennek jelentette ki. A celesztinusokat nem említette külön meg, de státusukat a rend és a közösség csakis a rendtől való elszakadás jelének tekinthette. Mivel az itáliai celesztinusok újabb üldözéstől tarthattak, a görög félszigetre menekültek.
1317-ben újra elítélte őket XXII. János pápa és szigorú rendszabályokat hozott ellenük.
XXII. János pápa 1318-as bullája a fraticellik öt "tévedését" sorolta fel:
1. a katolikus egyház korrupt, és csak ők a spirituálisok;
2. a római papságtól megtagadnak mindenféle hatalmat és jogkört;
3. megtiltják az eskütételt (az akkori korban az emberek többsége írástudatlan volt, az eskü volt az egyetlen módja a szerződéskötésnek);
4. az tanítják hogy bűnben lévő pap kiszolgáltatotta szentségek érvénytelenek (a katolikus álláspont szerint a szentség közvetítése /pl. átváltoztatás, gyóntatás, esküvő celebrálás/ közvetlen Krisztustól származó isteni kegyelem, mely bűnben is érvényes)
5. azt tanítják hogy csak ők egyedül az evangélium igaz gyakorlói.

A fraticellik kiléptek a ferencesek közül és megtagadták az egyháznak az engedelmességet. Külön társaságokat alapítottak és magukat Szt. Ferenc szegény fiai-nak nevezték, a nép pedig fraticelli (testvérkék) néven nevezte őket.
Azt hirdették, hogy a pápák nem lehetnek az egyház igazi vezetői, mert ellenségei a legnagyobb keresztény erénynek, a szegénységnek. A nép körében igen nagy népszerűségnek örvendő, aszketikus életükkel a feudális egyház gazdagsága ellen tiltakozó fraticellik ellen az egyház az inkvizíció eszközeit vette igénybe. A kegyetlen kínzásoknak alávetett követőik közül sokan megtörtek, sokan pedig máglyán fejezték be az életüket.
Kulcsár Zsuzsanna történész tanulmányában a következő megállapításokat teszi:
"Az inkvizíció igen erélyesen lépett fel ellenük, főleg a XV. században. Ez érthető, hiszen ez a század a nagy egyházszakadásnak, a valdens tanok rohamos terjedésének és a fraticellihoz hasonló elveket hirdető huszita mozgalom kora. Aki kitartott a „szent szegénység” elve mellett, máglyára került. A legszigorúbb, legfanatikusabb inkvizítorok, köztük a magyar történelemből jól ismert Kapisztrán János és Marchiai Jakab szentelték fanatikus energiájuk jelentős részét a fraticelli kiirtásának. E két inkvizítor állítólag 36 lakhelyüket perzselte fel. 1449-ben Fabrianóban V. Miklós pápa jelenlétében sok fraticellát égettek meg. Marchiai Jakab szerint az égett testek szagát még három nap múlva is érezték a helységben. 1450-ben Firenzében gyulladt fel a máglya. 1466-ban Jakab számos, az anconai őrgrófságból való fraticellát fogott el akkor, amikor Assisiba zarándokoltak a Portinicolába, Rómába hurcolták őket. A kínzások valamennyit (8 férfit és 6 nőt) megtörték, megtagadták „tévhitüket”, sőt azt is „bevallották”, hogy éjszakai orgiákat rendeztek, s megölt gyermekek hamvaiból gonosz céljaikra varázsport készítettek. E nyilvánvalóan szemenszedett rágalmak célja az volt, hogy a nyilvánosság előtt beszennyezzék a fraticellákat, akiknek mozgalma kétségtelenül rokonszenvre lelt a lakosság körében, nem utolsósorban éppen jámbor, aszkétikus életmódjuk miatt. Miután így nyilvánosan önmaguk megrágalmazására kényszerítették őket, s kihirdették ítéletüket, börtönbe zárták őket." 
A fraticelli mozgalom a későbbi időkben megszűnt. De nem az üldözés következtében, hanem mert a gazdaság és a társadfalmi viszonyok fejlődése túlhaladottá tette az eszményeiket és az aszketikus életet. Talán csak annyi maradt az eredeti tanításból, hogy az apostolok szegénysége érvül szolgálhatott az egyházi birtokok szekularizálására.

## Az irodalomban
Umberto Eco regénye, A Rózsa neve a fraticellik elleni üldözés alapján íródott.